# Downham Market
Downham Market är en stad och en civil parish i King's Lynn and West Norfolk, Norfolk i England. Orten har 6 730 invånare.